# Trizogeniates trivittatus
Trizogeniates trivittatus är en skalbaggsart som beskrevs av Ohaus 1917. Trizogeniates trivittatus ingår i släktet Trizogeniates och familjen Rutelidae. Inga underarter finns listade i Catalogue of Life.